# Seungnang
Seungnang (V w.-zm. 615; Hangul 승낭 Sŭngnang, chiń. 僧郎 pinyin Sēngláng) – koreański mnich działający w Chinach w ramach szkoły sanlun (Trzech traktatów).

## Biografia
Pochodził z Yodong (chiń. Liaodong) w Goguryeo. Gdy Kumaradżiwa wprowadził nauki Nagardżuny do Chin, dotarły one do Goguryeo. Seungnang studiował je oraz Sutrę Awatamsakę. Wkrótce udał się Chin do Jiangnanu w okresie jianwu (494-497) i zatrzymał się w klasztorze Caotang na Górze Dzwonu na północ od Nankinu. Następnie przeniósł się do klasztoru Qixia na górze She. 
Nauczał i objaśniał nauki związane z trzema traktatami i wieści o jego wygranych dysputach z innymi mnichami dotarły do cesarza Wu z Liangów, który w 512 r. wybrał dziesięciu mnichów, którzy rozpoczęli studiować u Seungnanga. Wśród nich był cesarski konsultant religijny Zhiji.
Seungnang szybko zyskał sobie opinię znawcy madhjamiki. 
Jego nauki były kontynuowane przez jego uczniów.

## Szkołasanlun
- Kumaradżiwa (344-413)
  - Daosheng (355-434)
    - Tanji Wysoce problematyczny, nie zajmował się w ogóle ideami madhjamiki i raczej nie był uczniem Daoshenga
      - Seungnang (chiń. Senglang) Koreańczyk (zm. 615), długowieczny
        - Zhiji
        - Zhouyong
        - Sengquan
          - Xinghuang Falang (507-581)
            - Jiaxiang Jizang (549-623)
              - Hyegwan Koreańczyk, wprowadził sanlun do Japonii w 605 r.
              - Todŭng Koreańczyk aktywny w Japonii